# Vasilij Alexandrovič Jagodin
Svatý Vasilij Alexandrovič Jagodin (23. duben 1870, Ključi – 22. prosince 1937, Butovský polygon) byl protojerej ruské pravoslavné církve a mučedník.

## Život
Narodil se 23. dubna 1870 v obci Ključi jako syn kněze.
Roku 1890 dokončil studium v Penzenském duchovním semináři. Poté se stal psalomščikem a učitelem farní školy. Stejného roku se oženil s Julií Jakovlevnou se kterou měl tři dcery. O rok později byl vysvěcen na jereje. Roku 1895 byl jmenován vojenským kaplanem v opevnění Čikišljar v Zakaspické oblasti. Roku 1904 se stal kaplanem 221. Trojicko-Sergijevského pěšího pluku a blagočinným 56. pěší divize.
Roku 1911 se stal představeným chrámu v pevnosti Suomenlinna a zároveň byl moskevským metropolitou sv. Vladimirem (Bogojavlenskim) povýšen na protojereje. Roku 1918 byl jmenován do chrámu přepodobného Charitona Vyznavače v Moskvě.
Dne 16. dubna 1931 byl zatčen a obviněn z protisovětských aktivit a uvězněn ve Věznici Butyrka. O tři dny později byl propuštěn pro nedostatek důkazů.
Na jaře 1937 se stal představeným moskevského Bogojavlenského soboru v Dorogomilově.
Dne 11. prosince 1937 byl zatčen spolu s jerejem Alexandrem Sergejevičem Buravcevem. Byli obviněni z protisovětské agitace. Dne 20. prosince je Trojka (NKVD) odsoudila k trestu smrti za vedení kontrarevoluční fašistické skupiny křesťanů. Byli zastřeleni a pohřbeni 22. prosince 1937 na Butovském polygonu.
V srpnu 2000 jej Ruská pravoslavná církev svatořečila jako mučedníka a byl zařazen mezi Sbor všech novomučedníků a vyznavačů ruských.
Jeho svátek je připomínán 22. prosince.